# Erica eriophoros
Erica eriophoros är en ljungväxtart som beskrevs av Guthrie och Bolus. Erica eriophoros ingår i släktet klockljungssläktet, och familjen ljungväxter. Inga underarter finns listade i Catalogue of Life.